# فرودگاه صحرایی ماتکان
فرودگاه صحرایی ماتکان (به انگلیسی: Matekane Air Strip) یک فرودگاه همگانی با کد یاتا - است . این فرودگاه در کشور لسوتو قرار دارد و در ارتفاع ۲۳۰۰ متری از سطح دریا واقع شده‌است.